# 이시품왕
이시품왕(伊尸品王, ? ~ 407년 4월 10일)은 금관가야의 제5대 국왕(재위: 346년 7월 8일 ~ 407년 4월 10일)이다. 시호는 명왕(明王)이다.
346년에 즉위하여, 407년 4월 10일에 붕(崩)할 때까지 약 62년 동안 금관가야의 왕으로 통치하였다. 왕비(王妃)는 사농경(司農卿) 극충(克忠)의 딸 정신(貞信)이며, 왕자 좌지(坐知)를 낳았다.

## 생애

### 일본서기
369년 백제 근초고왕이 목라근자(木羅斤資)로 하여금 탁순국(卓淳國)에 모여 가야를 공격한 신라를 격파했다한다.
신라가 왜에 보내는 사신을 끊자, 일본은 소츠히코를 파견하였으나 미인계에 속아서 뜬금없이 금관 가야를 침공했다. 이 결과 가야의 왕과 그의 가족들이 모두 백제로 도망갔고, 백제의 장군 목라근자가 나서서 겨우 도성과 땅을 되찾았다고 한다.

### 광개토대왕릉비
400년 가야와 왜가 신라를 공격하자 신라는 광개토대왕에게 원병을 청했다. 이에 광개토대왕은 보병과 기병 5만명을 편성해 남하해 왔다. 이때 왜군을 퇴각하고 가야까지 쫓아와 종발성(從拔城: 지금의 부산)이 함락되었다.

### 칡꽃 전설
불모산 아래에 사는 도공 조씨의 딸 설희와 도공 조씨의 수제자 쇠바우가 서로 사랑하여 약혼하였는데 이후 쇠바우는 신라와 고구려 연합군과의 전쟁에 끌려간다. 설희는 정혼 언약을 끝까지 지키며 기다리고, 전쟁 포로로 왼팔 불구가 되어 돌아온 쇠바우와 밤이 늦도록 도예작품을 만들며 살게 된다. 두 사람을 마을 사람들이 ‘칡넝쿨 부부’라 불렀고 나중에 큰 부를 쌓아 나라에 흉년이 들 때 가난한 백성들에게 곡식을 나눠주며 살았다. 
이 소식을 들은 이시품왕은 칡넝쿨 부부를 불러 위로하고 큰상을 내렸다. 이들 부부가 죽은 뒤 가야 사람들은 칡넝쿨 부부를 기리기 위해서 해마다 여름 칡꽃이 필 때면 여인네들은 머리에 칡꽃을 꽂고 술, 떡, 차를 차린 후에 제사 지내는 풍속이 생겨났다고 한다.

## 가계
- 부왕 : 거질미왕(居叱彌王, ? ~346 재위:291~346)
- 모후 : 아지부인(阿志夫人, ? ~ 347)
  - 국왕 : 이시품왕(伊尸品王, ? ~407 재위:346~407)
  - 왕비 : 정신부인(貞信夫人) - 사농경(司農卿) 극충(克忠)의 딸
    - 장남 : 좌지왕(坐知王, ? ~421, 재위:407~421)
    - 며느리 : 용녀(傭女)
    - 며느리 : 복수부인(福壽夫人) - 대아간 도령(道寧)의 딸

| 전 임 거질미왕 | 제5대 가락국의 국왕 346년 7월 8일 ~ 407년 4월 10일 | 후 임 좌지왕 |

## 같이 보기
- 한국의 역사
- 가야
- 삼국 시대